# Gölen (Skedevi socken, Östergötland, 653450-150050)
Gölen är en sjö i Finspångs kommun i Östergötland och ingår i Nyköpingsåns huvudavrinningsområde. Sjön har en area på 0,0647 kvadratkilometer och ligger 43,2 meter över havet.

## Delavrinningsområde
Gölen ingår i det delavrinningsområde (653329-149908) som SMHI kallar för Mynnar i Tisnaren. Medelhöjden är 59 meter över havet och ytan är 20,63 kvadratkilometer. Räknas de 2 avrinningsområdena uppströms in blir den ackumulerade arean 47,06 kvadratkilometer. Vattendraget som avvattnar avrinningsområdet har biflödesordning 3, vilket innebär att vattnet flödar genom totalt 3 vattendrag innan det når havet efter 100 kilometer. Avrinningsområdet består mestadels av skog (77 procent). Avrinningsområdet har 1,16 kvadratkilometer vattenytor vilket ger det en sjöprocent på 5,6 procent.